# Muzealizace

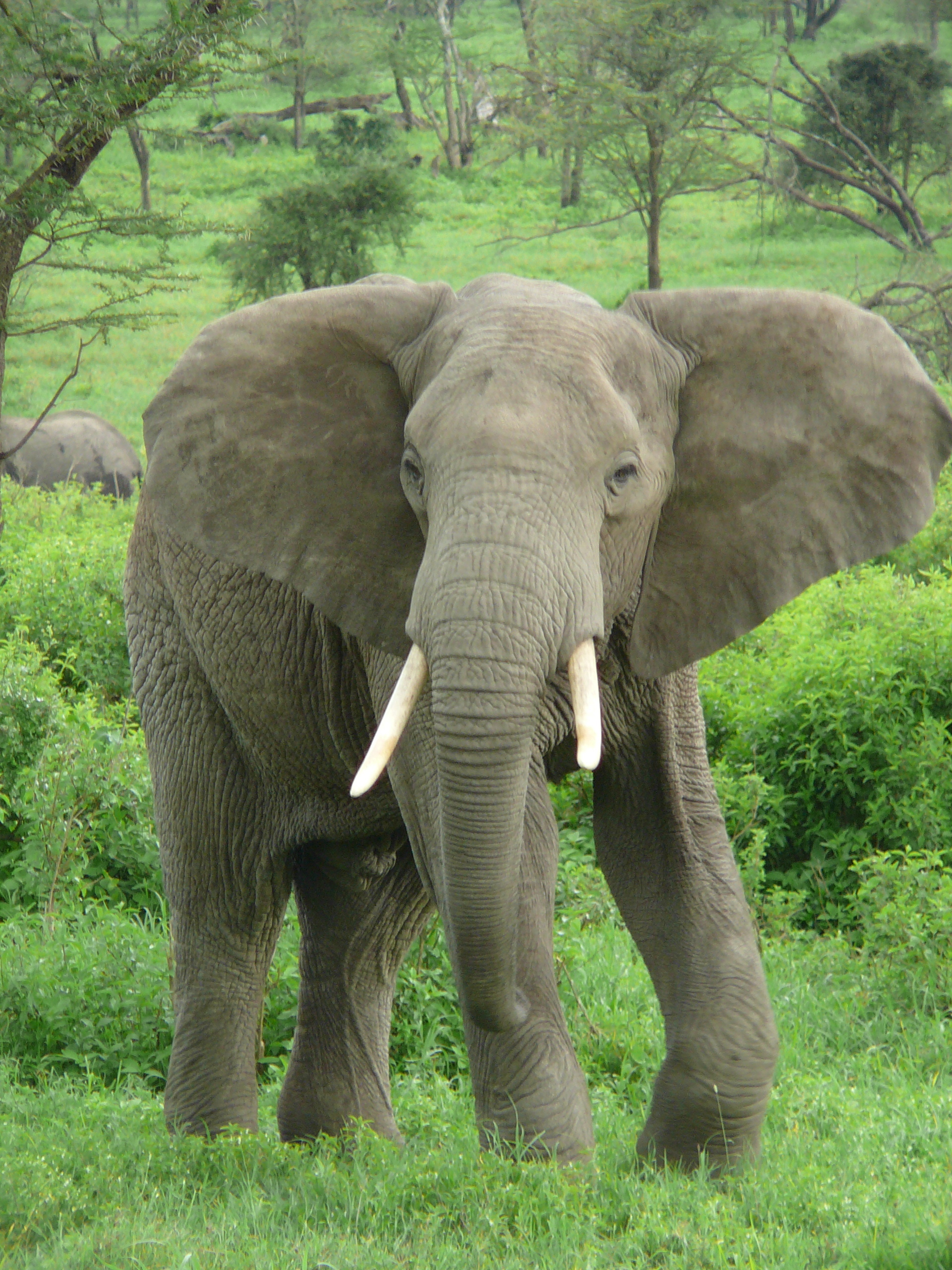
Slon v přírodě

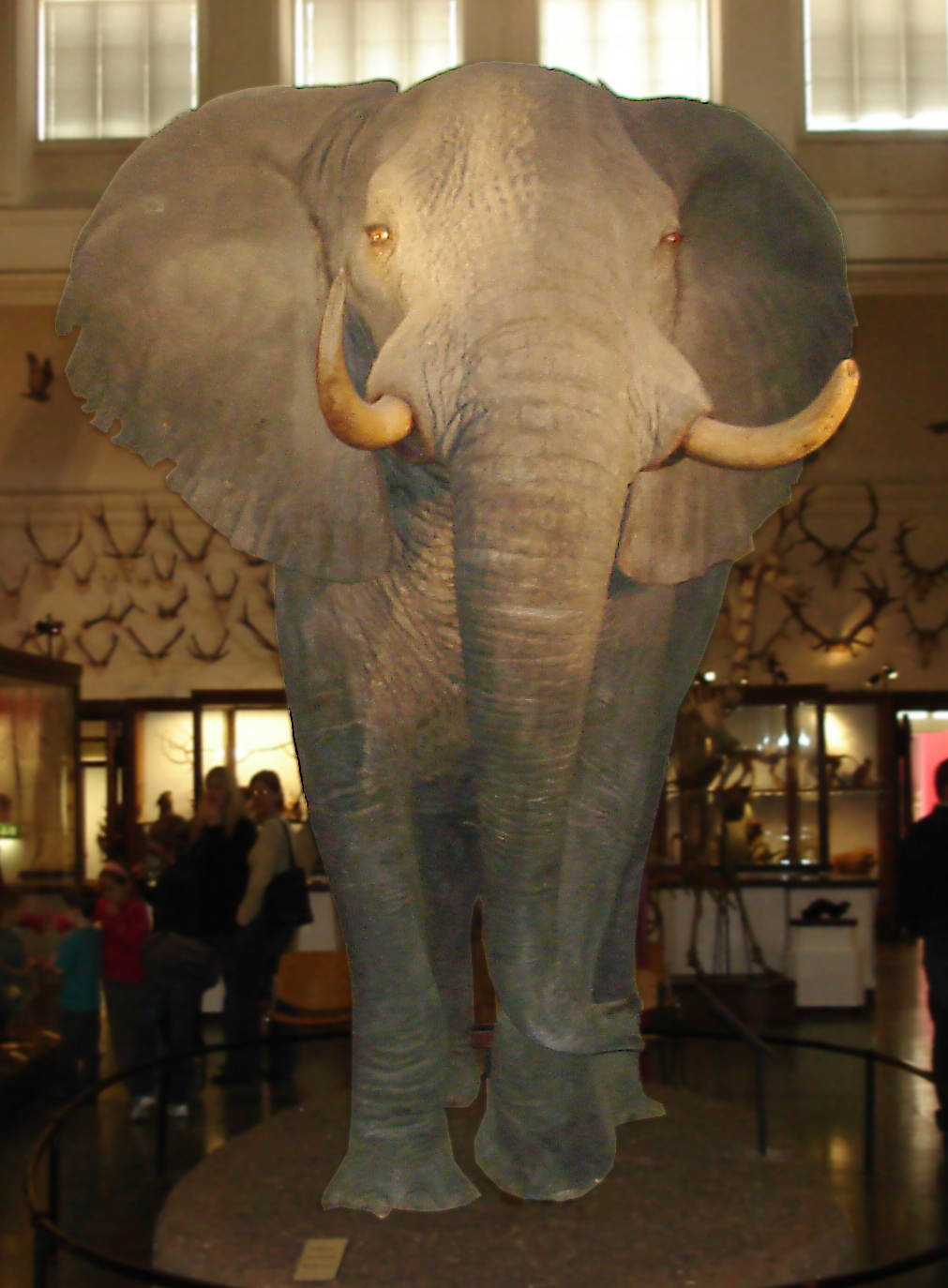
Slon v muzeu

Pojmem muzealizace se obecně rozumí vyjmutí předmětu, který prokazuje nějaké kulturní hodnoty, tj. je důležitým dokladem historického vývoje národa, společnosti nebo přírody, z reality původní a jeho umístění do nové uměle vytvořené reality v muzeu, aby zde tuto skutečnost dokumentoval. Muzejní sbírkový předmět vzniká muzealizací, tj. procesem odborných aktivit, kterým se předmět muzejní povahy nacházející se původně mimo muzeum mění na sbírkový doklad a stává se součástí muzejních sbírek.

## Fáze procesu
Proces muzealizace je rozdělen do tří fází, které po sobě kontinuálně následují: selekce, tezaurace a prezentace. Tyto tři fáze lze dále podrobněji rozvést a popsat v dalších úkonech. Vytipování předmětu, selekce, preparace, konzervace, evidence, vědecký popis, vystavení v expozici.

## Dokumentace současnosti
Při procesu muzealizace se zaměřujeme na hmotné i nehmotné předměty. Nedokumentuje pouze minulost, ale i přítomnost, protože při zachovávání předmětu nejde jen o předmět jako takový, ale o zachycení kontextů, které nám může poskytnou a díky kterým dokážeme předmět lepé pochopit např. jak byl předmět užíván a k čemu sloužil. Proto je nezbytně nutné aby při dokumentaci současnosti bylo zachyceno co nejvíce skutečností jako jsou postup výroby, složení hlavně u předmětu, které mají omezené datum trvanlivosti atd. V současnosti existují muzea, kde jsou např. zachyceny pokoje bytů ze 70. let, které jsou záměrně zachyceny ve stavu běžného denního užívání, aby to pomohlo v budoucnosti lepšímu pochopení návštěvníka při pohledu na život lidí v 70. letech 20. století. Dokumentovat současnost by se měla už jen z toho důvodu, že můžeme zachytit kontexty, které při dokumentaci minulosti zachytit nemůžeme, jelikož jsou již nenávratně ztraceny.

## Definice
Muzealizace je muzeální osvojování skutečnosti. Nezaměřuje se pouze na věci jako takové, ale je podmiňováno paměťovou kulturní hodnotou skutečnosti. To vede k úsilí zachovat proti přirozenosti změny a zániku svědky a reprezentanty této hodnoty. Muzealizace transformuje skutečnost na novou kulturní metaskutečnost.
Muzealizace skutečnosti, tj. to, co podmiňuje, že něco má a něco nemá pro člověka a společnost určitou muzeální respektive kulturně-paměťovou hodnotu.
Tuto muzealizaci nelze však chápat pouze jako vztah minulosti a přítomnosti, či pouze jako faktor času, ale jako projev obecné lidské tendence uchovat proti přirozenosti změny a zániku takové prvky objektivní reality, které reprezentují různé kulturní hodnoty, které člověk potřebuje jako věcnou paměť ve svém vlastním zájmu, jako kulturní bytosti. Muzealizaci proto pojímám jako spontánní osobité osvojování a ozvláštňování jak přírodní, tak lidské skutečnosti (STRÁNSKÝ, 2000).
Někdy se také pojem muzealizace podřazuje pod termín přírodní a kulturní dědictví, toto srovnání však není zcela objektivní, protože oproti méně pasivnímu přístupu pojmu přírodní a kulturní dědictví, má muzealizace přístup aktivnější. Muzealizace nám dává určitou kulturní paměť předmětu, ze které se postupem času vytváří kulturní dědictví.